# اشوگه
شهر اشوگه در ایالت هسن در کشور آلمان واقع شده است.